# آئرو ودوخودی
آئرو ودوخودی (به چکی: Aero Vodochody) یک شرکت سازندهٔ هواگرد و مخصوصاً هواپیمای نظامی متعلق به جمهوری چک (پیش‌تر چکسلواکی) است. این شرکت از سال ۱۹۱۹ میلادی فعالیتش را آغاز کرده و برای ساخت هواپیماهایی همچون آئرو ال-۲۹ دِلفین، آئرو ال-۳۹ آلباتروس، آئرو ال-۵۹ سوپر آلباتروس و ال-۱۵۹ الکا مشهور است.